# دليل الغياب
دليل الغياب هو دليل يقترح أن هناك شيء مفقود أو غير موجود.
- مثال:

عندما خبزت آليس الفطائر، وضعتها على عتبة النافذة.
لا توجد فطائر على عتبة النافذة،
لذلك، آليس لم تخبز أي فطائر.

بما أنه من الضروري اتباع الفرضية الأولى التي تقول بأن آليس ستضع الفطيرة في كل مرة تخبز فيها واحدة، وعند ملاحظة أن ليس هناك أي فطيرة على عتبة النافذة، يمكن الاستنتاج أن آليس لم تخبز فطيرة. تسمى هذه الحجة في منطق حساب القضايا بـ (نـفـي الـتـالـي) وتُكتب برموز متتالية على النحو أدناه:
{\displaystyle P\implies Q,\lnot Q\vdash \lnot P}
هناك قول مأثور: (غـيـاب الـدلـيـل لا يـعـنـي دلـيـل الـغـيـاب). الدليل الإيجابي على هذا القول متجلي في نقص في الأدلة وجهل في أن ما يتم العثور عليه بالفعل يجعله موجوداً. وفي هذا الصدد كتب الفيلسوف وعالم المنطق الأمريكي أيرفن مارمر كوبي في كتابه (مقدمة في المنطق ص95) مايلي:
«في بعض الظروف يمكن الافتراض بأمان أنه إذا وقع حدث معين، فسيتم اكتشاف دليل وقوعه من قبل المحققين المؤهلين. في مثل هذه الظروف، من المعقول تماماً أن تأخذ بحجة غياب الدليل على وقوع الحدث كدليل أكيد على عدم وقوعه».